# Angoroj

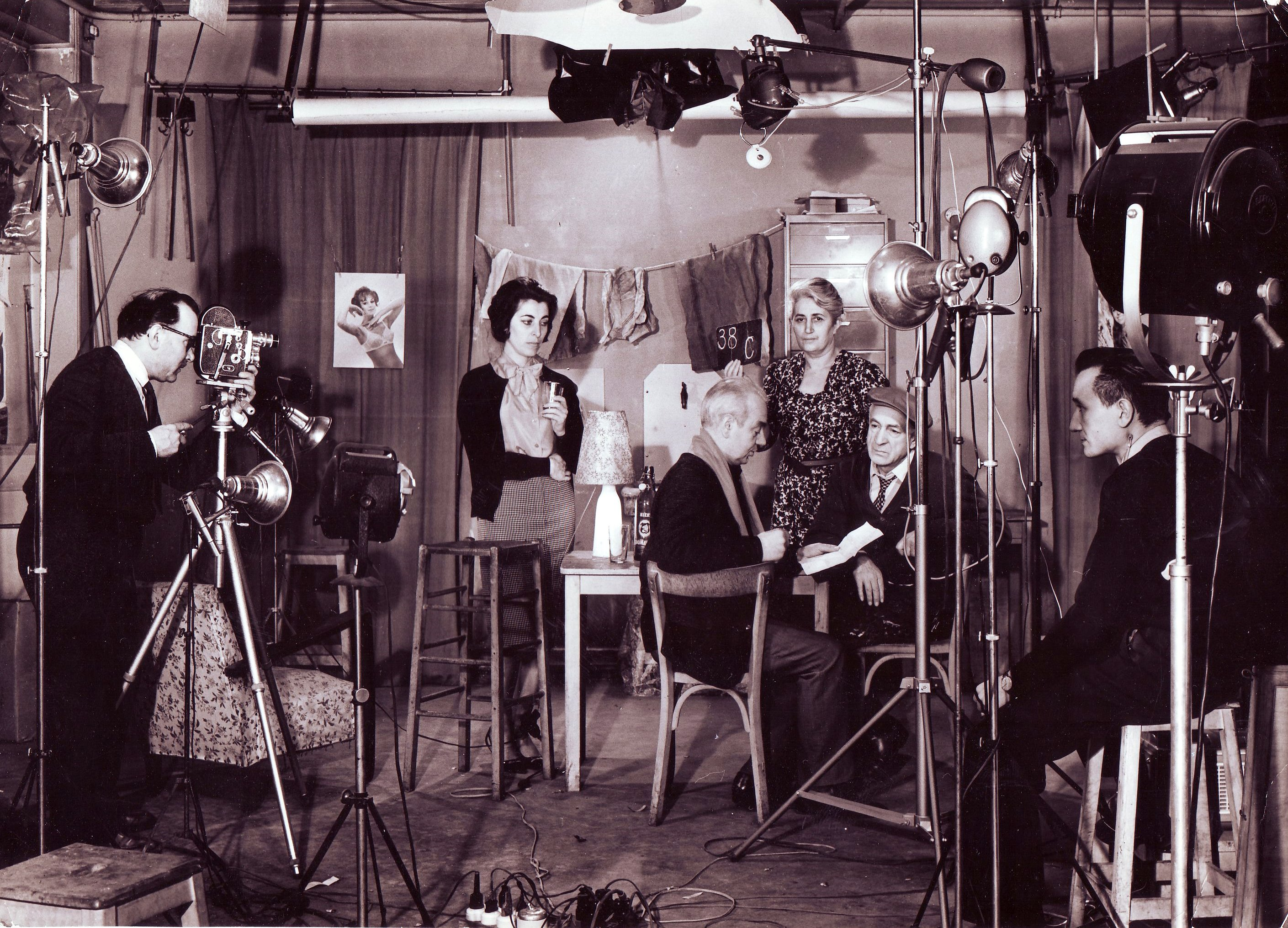
Dreharbeiten zu Angoroj

Angoroj (Qualen) ist der erste Spielfilm, der vollständig auf Esperanto gedreht wurde.

## Geschichte
Jacques-Louis Mahé produzierte bereits 1936 vor Angoroj einen Esperanto-Werbe-Stummfilm mit dem Titel Antaŭen! (Vorwärts!). Dazu bediente sich Mahé des Pseudonyms Lorjak.
Zu Beginn der 1960er Jahre produzierte der Fotograf und Kinoexperte Jacques-Louis Mahé den ersten Spielfilm auf Esperanto. Er schrieb dafür selbst das Drehbuch. Als Darsteller engagierte er die Schauspieler des Internacia Arta Teatro („Internationales Kunsttheater“) Jana Ravšelj, Marc Darnault und Srdjan Flego. Er drehte mit ihnen eine Kriminalgeschichte, die im Pariser Taschendiebe- und Betrügermilieu spielt.
Weitere Schauspieler waren Raymond Schwartz als Kommissar, Gaston Waringhien als Erzähler und Michel Duc-Goninaz als Assistent des Kommissars.
Der Film wurde nur wenig gezeigt, unter anderem auf der Ungarischen Filmschau 1966 in Budapest. Mahé, der durch diesen Flop sehr viel Geld verlor, beschuldigte den Esperanto-Weltbund des Boykotts. Er zerstörte daraufhin fast alle Kopien, nur zwei blieben erhalten, eine davon bei der Kulturdomo de Franclandaj Esperantistoj im Château de Grésillon, die andere bei der British Esperanto Association. Das Original besitzt die Kooperativo de Literatura Foiro, sie hat 1991 ein Videoband herausgegeben mit einer 61 Minuten langen Version des Filmes.